# Третий дивизион чемпионата мира по хоккею с шайбой среди юниорских команд 2026
Чемпионат мира по хоккею с шайбой среди юниорских команд 2025 года в III-м дивизионе — предстоящее спортивное соревнование по хоккею с шайбой под эгидой ИИХФ, которое состоялось в 2025 году: в группе А со 2 по 8 марта в китайской финансовой столице Гонконге и в группе В, с 13 по 19 февраля в столице Боснии и Герцеговине Сараево.

## Регламент
По итогам турнира в группе А: команда, занявшая первое место, получит право играть в группе B второго дивизиона чемпионата мира 2027 года, а команда, занявшая последнее место, переходит в группу B.
По итогам турнира в группе B: команда, занявшая первое место, получит право играть в группе А третьего дивизиона чемпионата мира 2027 года.

## Итоги
Группа A
- Сборная  перешла в Группу В второго дивизиона.
- Сборная  вылетела в группу В третьего дивизиона.

Группа B
- Сборная  перешла в группу А третьего дивизиона.

## Участвующие команды
В чемпионате приняло участие 12 национальных команд — шесть из Азии, четыре из Европы и по одной из Африки и Австралии. Сборная Болгария пришла с турнира второго дивизиона 2025 года. Остальные — с турнира третьего дивизиона 2025 года.

### Группа A
| Сборная        | Квалификация                                                                  |
| -------------- | ----------------------------------------------------------------------------- |
| Болгария       | Заняла 6-е место в группе В второго дивизиона в 2025 году и вылетела оттуда   |
| Турция         | Заняла 2-е место в группе А третьего дивизиона в 2025 году                    |
| Израиль        | Заняла 3-е место в группе А третьего дивизиона в 2025 году                    |
| Гонконг        | Хозяева, заняла 4-е место в группе А третьего дивизиона в 2025 году           |
| Новая Зеландия | Заняла 5-е место в группе А третьего дивизиона в 2025 году                    |
| Узбекистан     | Заняла 1-е место в группе В третьего дивизиона и поднялась оттуда в 2025 году |

### Группа B
| Сборная              | Квалификация                                                                 |
| -------------------- | ---------------------------------------------------------------------------- |
| Исландия             | Заняла 6-е место в группе А третьего дивизиона в 2025 году и вылетела оттуда |
| Таиланд              | Заняла 2-е место в группе В третьего дивизиона в 2025 году                   |
| Туркменистан         | Заняла 3-е место в группе В третьего дивизиона в 2025 году                   |
| Босния и Герцеговина | Хозяева, заняла 4-е место в группе В третьего дивизиона в 2025 году          |
| ЮАР                  | Заняла 5-е место в группе А третьего дивизиона в 2025 году                   |
| Люксембург           | Заняла 6-е место в группе А третьего дивизиона в 2025 году                   |